# Liste der Naturdenkmale in Kalenborn (bei Kaisersesch)
Die Liste der Naturdenkmale in Kalenborn nennt die im Gemeindegebiet von Kalenborn ausgewiesenen Naturdenkmale (Stand 25. März 2024).

## Naturdenkmale
| Nr.         | Bezeichnung | Lage                                               | Beschreibung  | Bild            |
| ----------- | ----------- | -------------------------------------------------- | ------------- | --------------- |
| ND-7135-393 | Eiche       | nordöstlich des Ortes; Flur In der Weidenwies Lage | Quercus robur | Fotos hochladen |